# Bretton (Peterborough)
Bretton est une paroisse civile du Cambridgeshire, en Angleterre.